# BeanShell
BeanShell は、Patrick Niemeyerによって開発されたJava風の スクリプト言語である。 Java Runtime Environment（JRE）上で動作し、Javaから派生した文法とスクリプティング向けのコマンド・文法を兼ね備えている。

## 特徴
BeanShellを用いて、開発者はスクリプト内で呼び出す関数を定義することができる。BeanShellでは「過剰な言語拡張や糖衣構文で文法を乱さない」という原理が通底しているため、Javaコンパイラ向けに書かれたコードは多くの場合そのままBeanShellのインタプリタが解釈・実行することが可能である。同様に、BeanShell向けに書かれたコードの多くはJavaのコードとしてコンパイル・実行が可能なものとなっている。このことで、BeanShellはJVMプラットフォームにおける人気のテストツール・デバッグツールとなっている。